# Ден Му
Ден Му (鄧牧, 1247 — 1306) — китайський філософ, незалежний соціальний мислитель часів династії Південна Сун та початку династії Юань.

## Життєпис
Народився у 1247 році у місті Цяньтан (сучасне Ханчжоу провінції Чжецзян). За освітою конфуціанець, багато в чому схилявся до даосизму та буддизму, хоча сам себе називав «людиною поза трьох навчань», тобто конфуціанства, даосизму і буддизму. На гострий соціальний криза сучасної йому епохи, що викликав падіння династії Сун і захоплення Китаю іноземцями — монгольською династією Юань, Ден Му реагував двояко: з одного боку, даосько-буддистською відчуженістю від суспільного і навіть сімейного життя, відлюдництва у горах і добровільною голодною смертю у відповідь на виклик до двору, з іншого — конфуціанською безкомпромісною критикою соціальної дійсності.

## Філософія
Головний філософський твір Ден Му «Бо Я цінь» («Цитра Бо Я») — невелика збірка (один цзюань — «сувій»), що складається з 31 прозових есе і 13 віршів, в жанрі «несвоєчасних роздумів», або «книги ні для кого». Визнаючи керівною силою світобудови одне з вищих божеств даоського пантеону — «Верховного владику, Нефритового володаря» (Юй-хуан Шан-ді), Ден Му стверджував «наперед встановлену чисельність» (дін шу) життєвих подій. Однак «скрізь проникаюча людина» (да жень) здатна подолати цей трагічний фаталізм, «слідуючи своєму серцю, а не обставинам» (ю синь бу ю цзин).
Песимістичний стоїцизм Ден Му був реакцією на скрутне становище країни, причину якого він бачив у корупції, владолюбстві, що стали принципами державного управління у першій централізованій імперії Цинь. Цьому Ден Му протиставляв забарвлений у даоські тони утопічний ідеал суспільства «століття граничної благодаті (чесноти)», який характеризується аскетичною поміркованістю споживання, взаємною близькістю народу і правителя, відсутністю в останнього прагнення до  влади. Володар — така ж людина, як усі, і влада йому дається «гуманним» (жень) Небом (тянь) не заради нього самого, а заради народу (мінь). Разом з правителем Піднебесну повинні раціонально «упорядковувати» (чи) талановиті і гідні чиновники. Але якщо таких немає, то краще, за Ден Му, «скасувати наказне начальство і повітові влади, надавши Піднебесній можливість самостійно замінювати порядком смуту і спокоєм небезпеку».
Погляди і особистий приклад Ден Му справили вплив на погляди деяких представників критичного напрямку в конфуціанстві XVI–XVII ст., зокрема Лі Чжи.